# Leucas ebracteata
Leucas ebracteata là một loài thực vật có hoa trong họ Hoa môi. Loài này được Peyr. mô tả khoa học đầu tiên năm 1860.